# 中华人民共和国城乡建设环境保护部

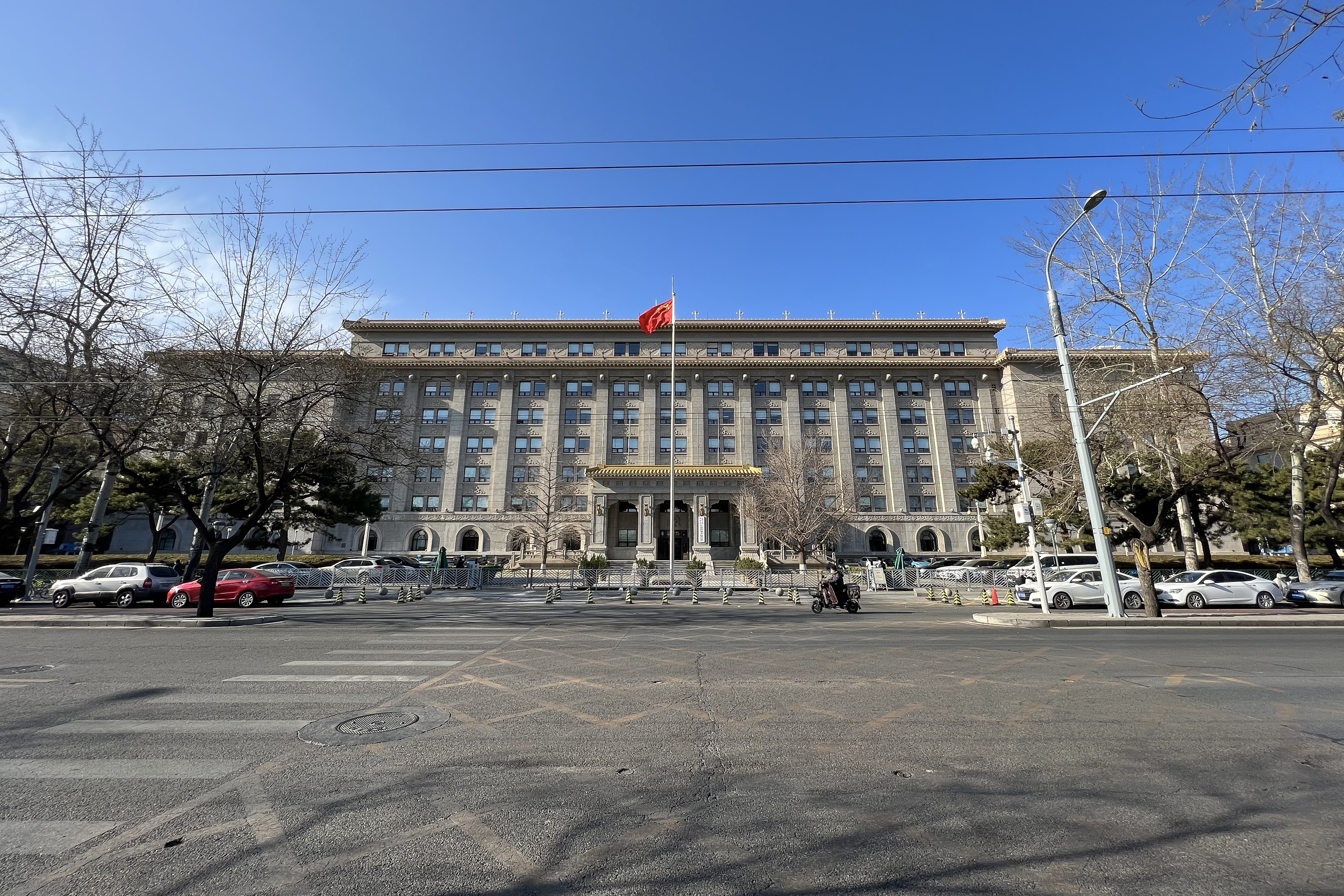
原城乡建设环境保护部所在地

城鄉建設環境保護部是中華人民共和國國務院曾設置的一個部門，地址为北京西郊百万庄。
1979年3月12日，国务院发出通知，中共中央批准成立国家城市建设总局，直属国务院，由国家基本建设委员会代管。1982年5月4日，由国家城市建设总局、国家建筑工程总局、国家测绘总局和国家基本建设委员会部分机构與国务院环境保护领导小组办公室合并成立城乡建设环境保护部。1988年，城乡建设环境保护部被撤銷，機構分拆為建设部；原所屬环境保护部门分出成立国家环境保护局，直属国务院。

## 历任部长
- 李锡铭
- 芮杏文
- 叶如棠